# Post Oak Bend City (Texas)
Post Oak Bend es una ciudad del condado de Kaufman, Texas, Estados Unidos. Tiene una población estimada, a mediados de 2023, de 888 habitantes.

## Geografía
Está ubicada en las coordenadas 32°37′59″N 96°19′13″O / 32.63306, -96.32028 (32.633112, -96.320311). Según la Oficina del Censo, tiene una superficie total de 5.38 km², de los cuales 5.37 km² corresponden a tierra firme y 0.01 km² están cubiertos de agua.

## Demografía
Según el censo de 2020, en ese momento había 683 personas residiendo en la zona. La densidad de población era de 127.19 hab./km².
| Raza                   | Núm. | Porc.  |
| ---------------------- | ---- | ------ |
| Blancos                | 553  | 80.97% |
| Afroamericanos         | 14   | 2.05%  |
| Amerindios             | 17   | 2.49%  |
| Asiáticos              | 7    | 1.02%  |
| Isleños del Pacífico   | 1    | 0.15%  |
| De otras razas         | 20   | 2.93%  |
| De una mezcla de razas | 71   | 10.40% |

Del total de la población, el 11.27% eran hispanos o latinos de cualquier raza.